# ملبری اباس
ملبری اباس (به انگلیسی: Melbury Abbas) یک روستا و محله مدنی در بریتانیا است که در North Dorset واقع شده‌است. ملبری اباس ۳۰۵ نفر جمعیت دارد.